# Jean-Baptiste Boussard
Pour les articles homonymes, voir Boussard.
Jean Baptiste Boussard, né le 4 décembre 1758 à Paris, mort le 9 octobre 1795 à Nantes (Loire-Atlantique), des suites de ses blessures, est un général de brigade de la Révolution française.

## États de service
Il entre en service, le 4 juin 1783, comme soldat au régiment de Limousin, il devient caporal le 28 février 1784, sergent fourrier le 1er mars 1785, et sergent-major de grenadiers le 11 mai 1789.
Le 28 janvier 1792, il entre comme sergent dans la Garde constitutionnelle de Louis XVI, et il est licencié avec ce corps le 20 juin suivant. Le 4 septembre 1792, il intègre comme capitaine le 11e bataillon de volontaires de Paris, et le 20 octobre 1792, il est élu premier lieutenant-colonel. Affecté à l'armée de l'Ouest, et chef des grenadiers sous Beysser, il se distingue à l'affaire de Montaigu le 16 septembre 1793.
Il est promu général de brigade le 9 avril 1794, et le 14 avril, il est nommé commandant temporaire de Nantes. Le 8 mai, il défend Le Perrier et il est blessé de deux coups de feu au bras droit et à la hanche droite. Le 6 juin 1794, à Challans, il repousse les Vendéens et le 18 mars 1795, il commande l’attaque lors de la bataille de Chalonnes, où il reçut deux blessures au bras. En septembre 1795, il est attaché à la division Caffin, et les 3 et 4 octobre 1795, il participe à la bataille de Mortagne, où il est blessé de deux coups de feu tirés par un insurgé.
Transporté à l'hôpital de l'unité à Nantes le 4 octobre, il meurt de ses blessures le 9 octobre 1795.

## Sources
- Jean Julien Michel Savary, Guerres des Vendéens et des Chouans contre la République, t. IV, p. 407-408. texte en ligne sur google livres.
- Jean Julien Michel Savary, Guerres des Vendéens et des Chouans contre la République, t. VI, p. 21. texte en ligne sur google livres
- Émile Gabory, Les Guerres de Vendée, Robert Laffont, 1912-1931 (réimpr. 2009), p. 396, 474
- Jacques Charavay, Les généraux morts pour la patrie, 1792-1871 : notice biographiques, Au siège de la société, 1893, 160 p. (lire en ligne), p. 29.
- Georges Six, Dictionnaire biographique des généraux & amiraux français de la Révolution et de l'Empire (1792-1814), Paris : Librairie G. Saffroy, 1934, 2 vol., p. 147